# دوري السوبر الماليزي 2005–06
دوري السوبر الماليزي 2005–06 هو الموسم 25 من دوري السوبر الماليزي. كان عدد الأندية المشاركة فيه 8، وفاز فيه نيجري سمبيلان ‏.